# Klubowe mistrzostwa świata w piłce siatkowej mężczyzn

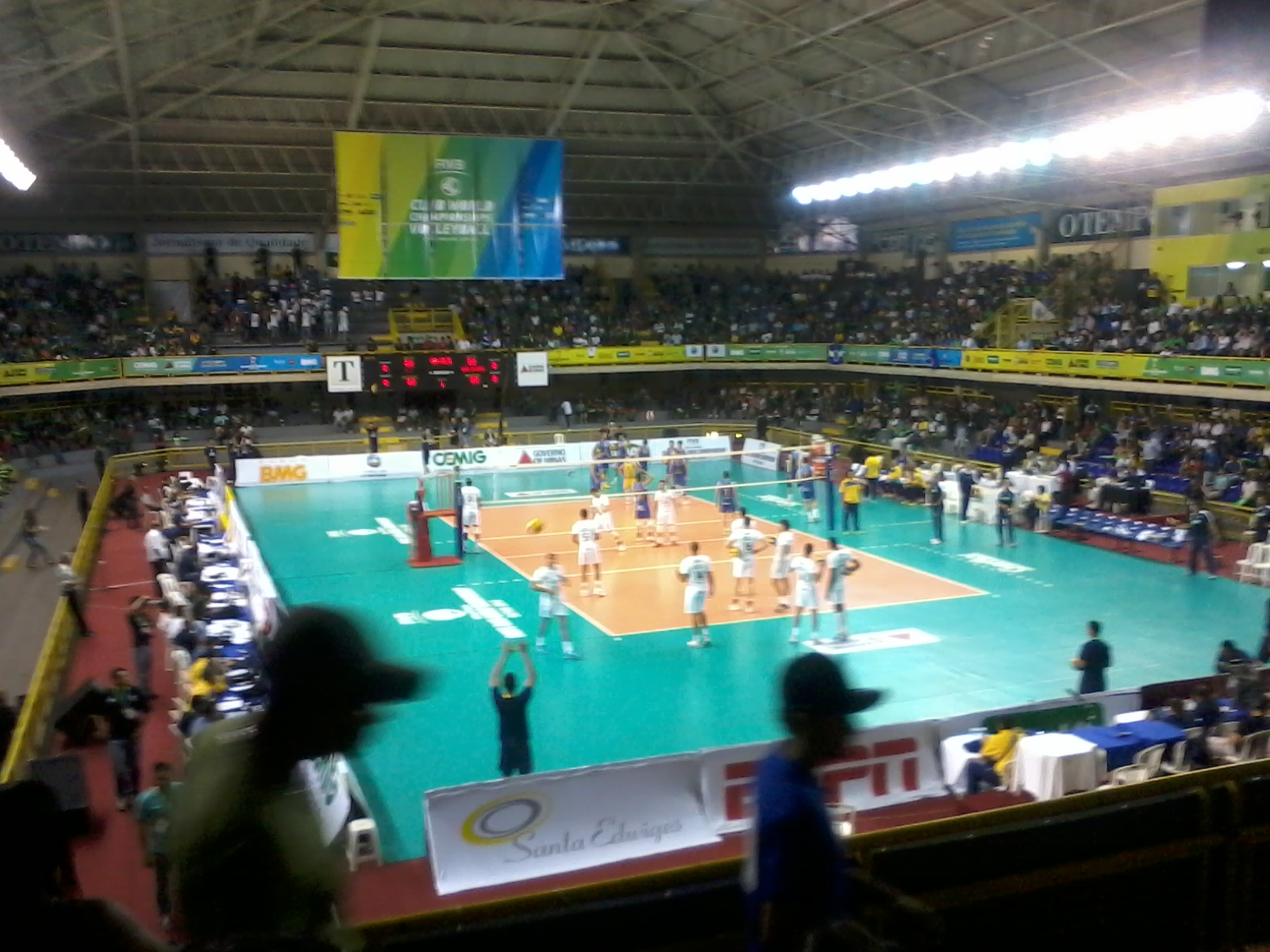
Mecz półfinałowy Klubowych Mistrzostw Świata 2013 pomiędzy Sadą Cruzeiro Vôlei a UPCN Vóley Club

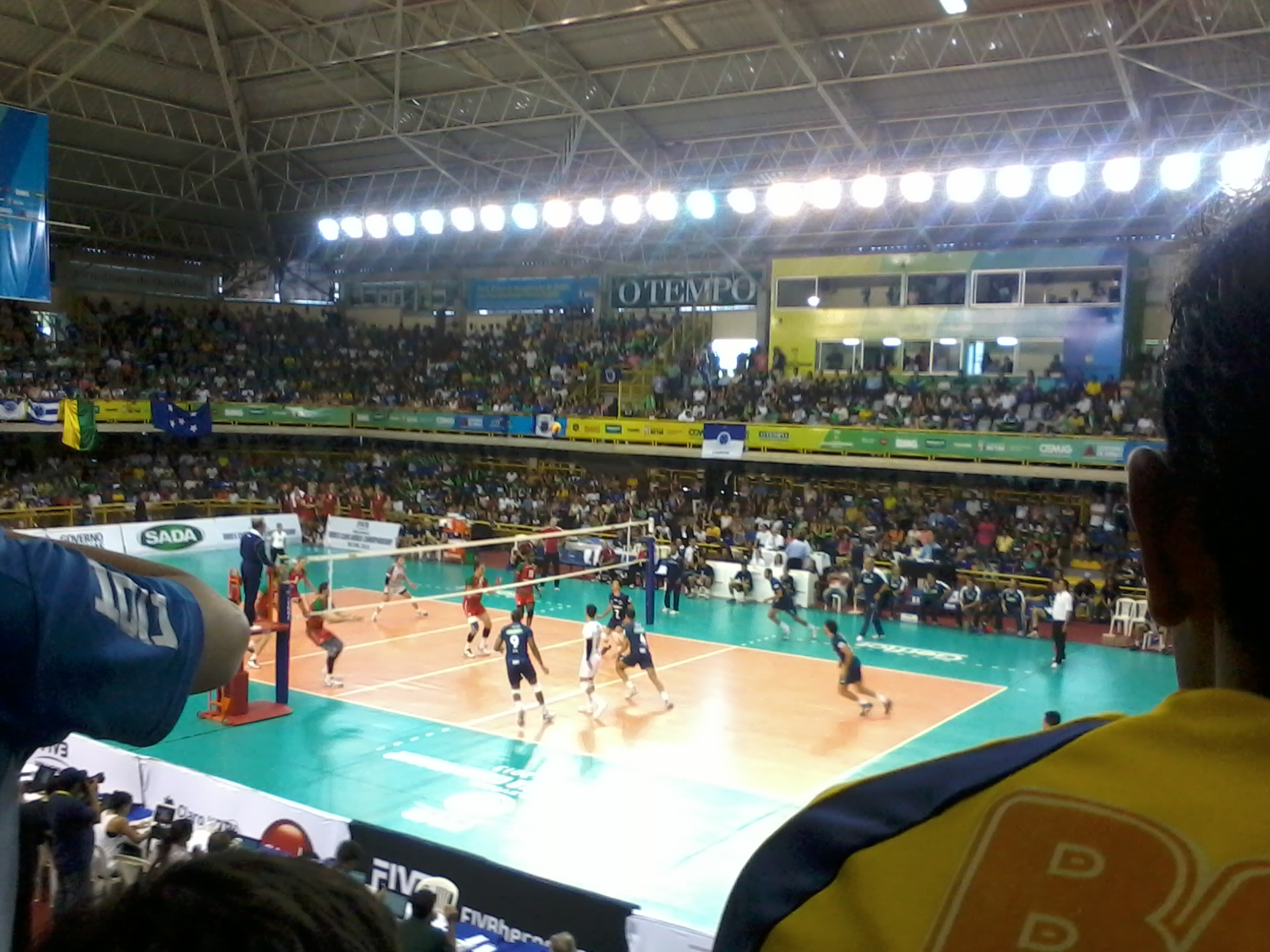
Mecz finałowy Klubowych Mistrzostw Świata 2013 pomiędzy Sadą Cruzeiro Vôlei a Lokomotiw Nowosybirsk

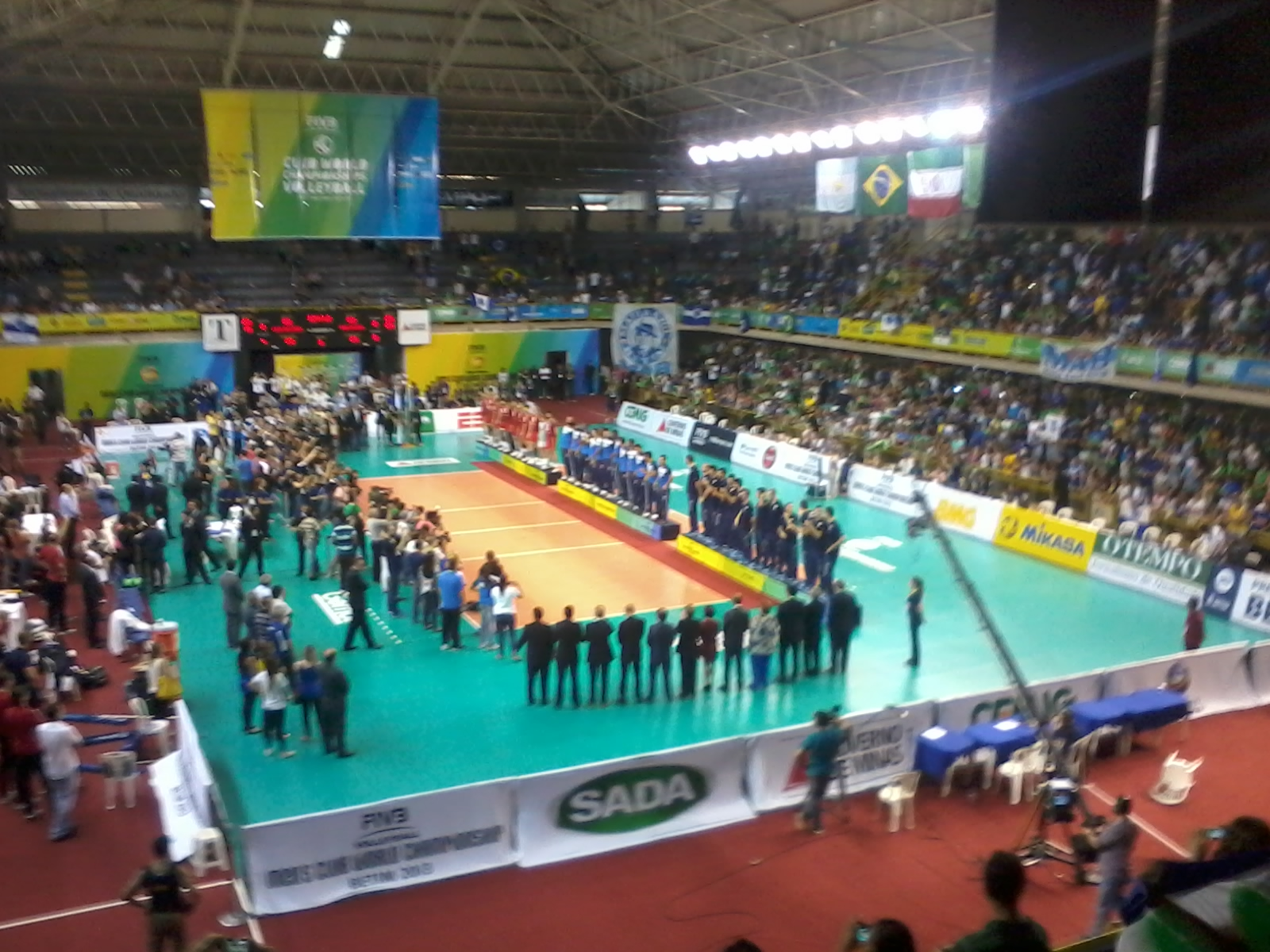
Medaliści Klubowych Mistrzostw Świata 2013

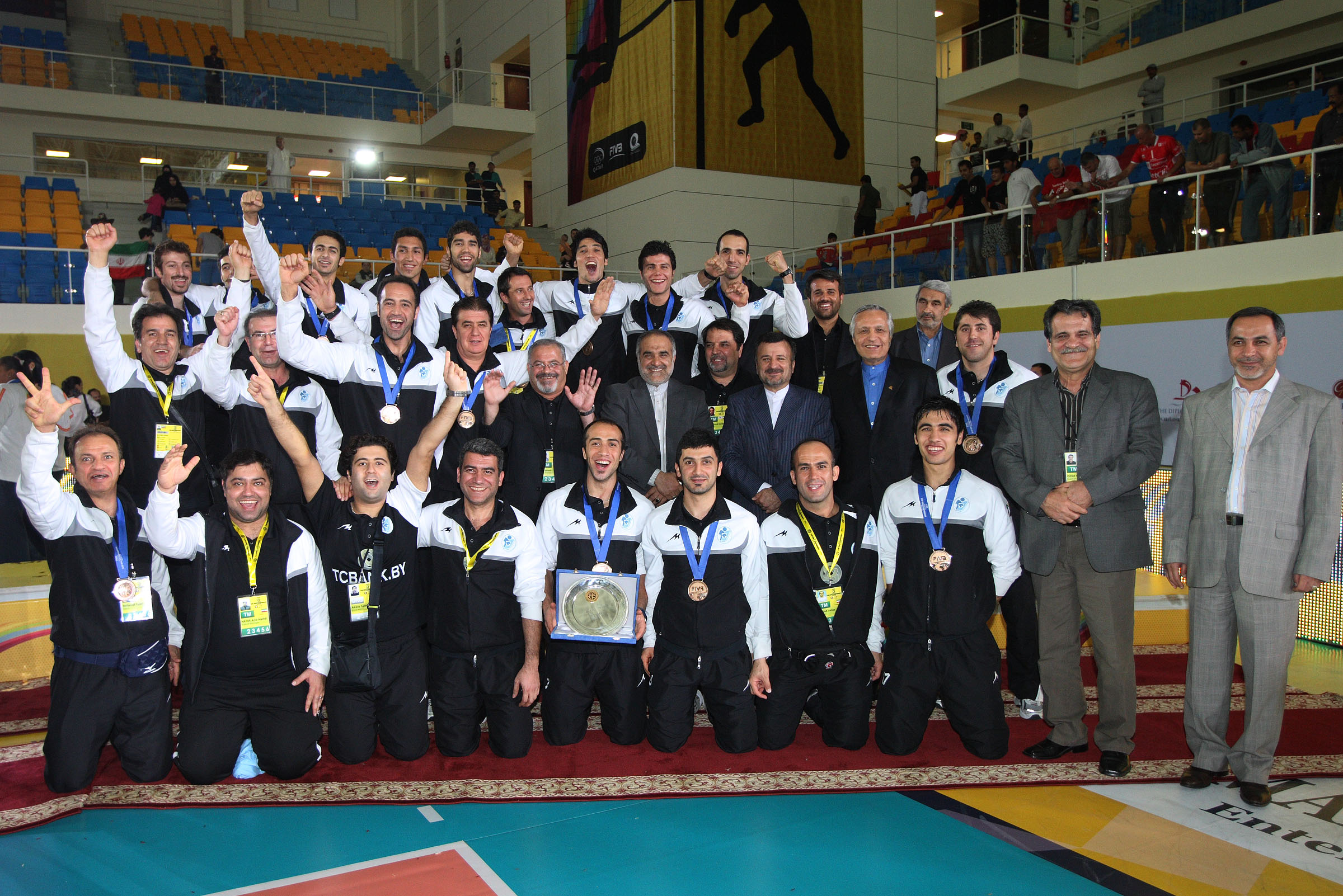
Zawodnicy Pajkanu Teheran brązowymi medalistami Klubowych Mistrzostw Świata 2010

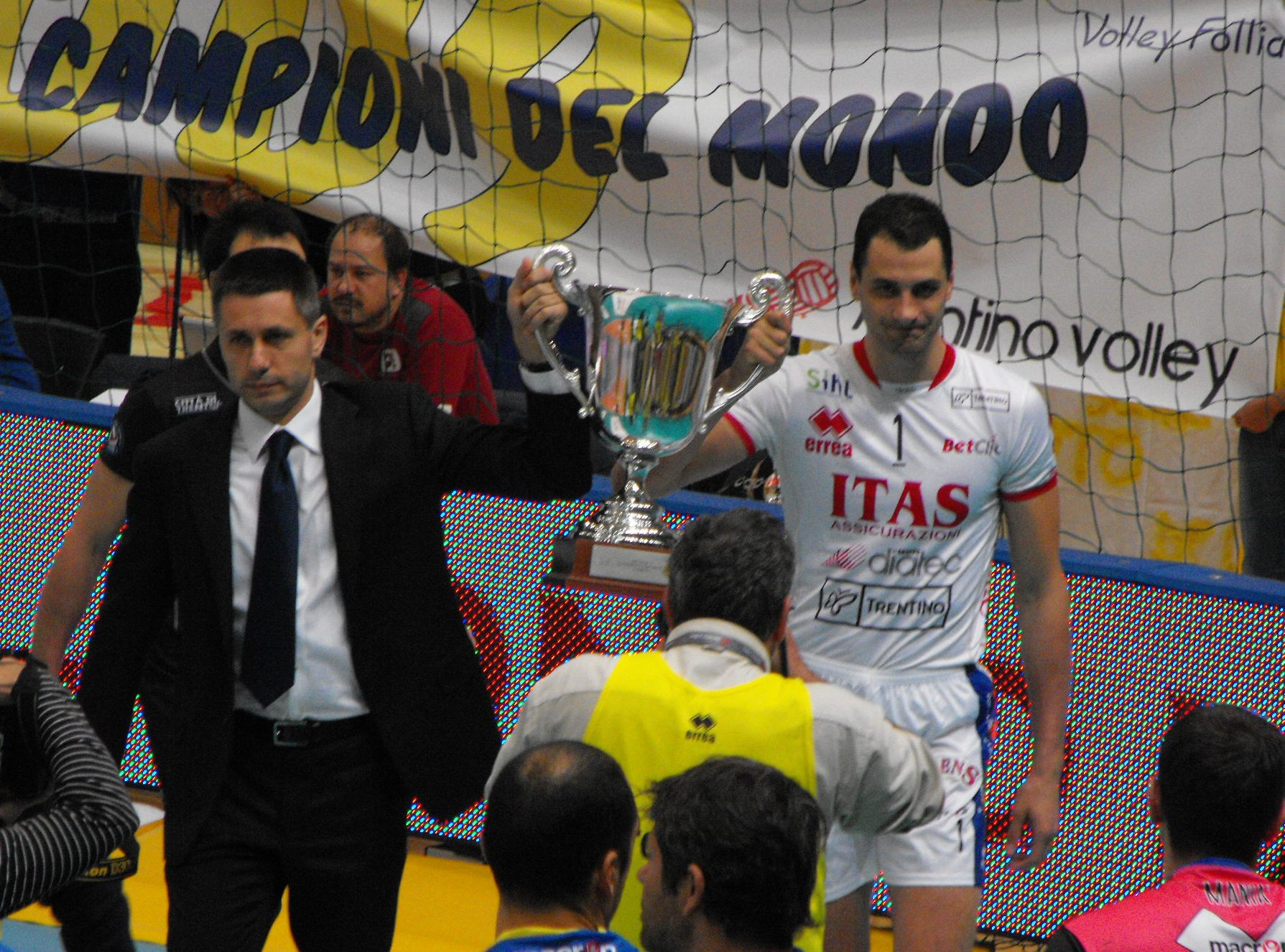
Radostin Stojczew - trener i Matej Kazijski - zawodnik Itasu Diatec Trentino, z pucharem wręczonym za zwycięstwo w Klubowych Mistrzostwach Świata 2009

Klubowe mistrzostwa świata w piłce siatkowej mężczyzn – międzynarodowe, klubowe rozgrywki siatkarskie, utworzone z inicjatywy Międzynarodowej Federacji Piłki Siatkowej (FIVB) w 1988 roku i regularnie (co sezon) prowadzone przez tę organizację od 1989 do 1992, a następnie od 2009, przeznaczone dla najlepszych męskich drużyn klubowych każdego kontynentu (zajmujących czołowe miejsca w kontynentalnych rozgrywkach klubowych). Po wznowieniu zmagań, w latach 2009-2012, zawody te odbyły się w katarskiej Dosze. Od 2013 do 2016 roku klubowe mistrzostwa świata w piłce siatkowej mężczyzn rozgrywane były w Brazylii. Natomiast w 2017 i 2018 roku mistrzostwa zorganizowano w Polsce.

## Medaliści
| Edycja | Rok  | Gospodarz                   | Złoto                  | Srebro                 | Brąz                   |
| ------ | ---- | --------------------------- | ---------------------- | ---------------------- | ---------------------- |
| I      | 1989 | Parma                       | Maxicono Parma         | CSKA Moskwa            | CA Pirelli São Paulo   |
| II     | 1990 | Mediolan                    | Mediolanum Mediolan    | Banespa São Paulo      | Maxicono Parma         |
| III    | 1991 | São Paulo                   | Il Messaggero Rawenna  | Banespa São Paulo      | Mediolanum Mediolan    |
| IV     | 1992 | Treviso                     | Mediolanum Mediolan    | Sisley Treviso         | Olympiakos Pireus      |
| V      | 2009 | Doha                        | Trentino Volley        | PGE Skra Bełchatów     | Zenit Kazań            |
| VI     | 2010 | Doha                        | Trentino Volley        | PGE Skra Bełchatów     | Pajkan Teheran         |
| VII    | 2011 | Doha                        | Trentino Volley        | Jastrzębski Węgiel     | Zenit Kazań            |
| VIII   | 2012 | Doha                        | Trentino Volley        | Sada Cruzeiro Vôlei    | PGE Skra Bełchatów     |
| IX     | 2013 | Betim                       | Sada Cruzeiro Vôlei    | Lokomotiw Nowosybirsk  | Trentino Volley        |
| X      | 2014 | Betim                       | Biełogorie Biełgorod   | Ar-Rajjan SC           | UPCN Vóley Club        |
| XI     | 2015 | Betim                       | Sada Cruzeiro Vôlei    | Zenit Kazań            | UPCN Vóley Club        |
| XII    | 2016 | Betim                       | Sada Cruzeiro Vôlei    | Zenit Kazań            | Trentino Volley        |
| XIII   | 2017 | Opole, Łódź, Kraków         | Zenit Kazań            | Cucine Lube Civitanova | Sada Cruzeiro Vôlei    |
| XIV    | 2018 | Płock, Rzeszów, Częstochowa | Trentino Volley        | Cucine Lube Civitanova | Fakieł Nowy Urengoj    |
| XV     | 2019 | Betim                       | Cucine Lube Civitanova | Sada Cruzeiro Vôlei    | Zenit Kazań            |
| XVI    | 2021 | Betim                       | Sada Cruzeiro Vôlei    | Cucine Lube Civitanova | Trentino Volley        |
| XVII   | 2022 | Betim                       | Sir Safety Perugia     | Trentino Volley        | Sada Cruzeiro Vôlei    |
| XVIII  | 2023 | Bengaluru                   | Sir Safety Perugia     | Minas Tênis Clube      | Suntory Sunbirds       |
| XIV    | 2024 | Uberlândia                  | Sada Cruzeiro Vôlei    | Trentino Volley        | Foolad Sirdżan Iranian |

## Klasyfikacja medalowa
| Lp. | Klub                              | złoto | srebro | brąz | Razem |
| --- | --------------------------------- | ----- | ------ | ---- | ----- |
| 1.  | Trentino Volley                   | 5     | 2      | 3    | 10    |
| 2.  | Sada Cruzeiro Vôlei               | 5     | 2      | 2    | 9     |
| 3.  | Mediolanum Mediolan               | 2     | –      | 1    | 3     |
| 4   | Zenit Kazań                       | 1     | 2      | 3    | 6     |
| 5.  | Associazione Sportiva Volley Lube | 1     | 3      | 0    | 4     |
| 6.  | Maxicono Parma                    | 1     | –      | 1    | 2     |
| 7.  | Il Messaggero Rawenna             | 1     | –      | –    | 1     |
| 7.  | Biełogorje Biełgorod              | 1     | –      | –    | 1     |
| 7.  | Sir Safety Perugia                | 1     | –      | –    | 1     |
| 10  | PGE Skra Bełchatów                | –     | 2      | 1    | 3     |
| 11  | Banespa São Paulo                 | –     | 2      | –    | 2     |
| 12. | / CSKA Moskwa                     | –     | 1      | –    | 1     |
| 12. | Jastrzębski Węgiel                | –     | 1      | –    | 1     |
| 12. | Lokomotiw Nowosybirsk             | –     | 1      | –    | 1     |
| 12. | Sisley Treviso                    | –     | 1      | –    | 1     |
| 12. | Ar-Rajjan SC                      | –     | 1      | –    | 1     |
| 17. | UPCN Vóley Club                   | –     | –      | 2    | 2     |
| 18. | CA Pirelli São Paulo              | –     | –      | 1    | 1     |
| 18. | Olympiakos Pireus                 | –     | –      | 1    | 1     |
| 18. | Pajkan Teheran                    | –     | –      | 1    | 1     |
| 18. | Foolad Sirdżan Iranian            | –     | –      | 1    | 1     |